# 6752 Ashley
6752 Ashley è un asteroide della fascia principale. Scoperto nel 1971, presenta un'orbita caratterizzata da un semiasse maggiore pari a 2,3812449 UA e da un'eccentricità di 0,0821268, inclinata di 12,99305° rispetto all'eclittica.